# Joaquim de Almeida
Joaquim de Almeida, nome profissional e artístico de Joaquim António Portugal Baptista de Almeida CvIH (Lisboa, 15 de março de 1957), é um ator português.

## Biografia
Joaquim de Almeida nasceu em Lisboa, no seio de uma família da alta burguesia, ligada ao ramo farmacêutico, tendo o seu avô sido fundador dos laboratórios J.A.B.A. — iniciais de José António Baptista de Almeida —, atualmente incorporados numa multinacional italiana, sob a designação Jaba Recordati. 
Na adolescência foi um estudante indisciplinado e cábula, expulso de vários liceus da capital - Padre António Vieira, Pedro Nunes e D. Pedro V, até estabilizar no D. João de Castro. Foi igualmente associado e ativista do MAEESL - Movimento Associativo dos Estudantes do Ensino Secundário de Lisboa, que no período que precedeu o 25 de abril de 1974 agitou as escolas e alimentou o movimento associativo universitário. 
Após o 25 de abril — e por causa do encerramento da Escola de Teatro do Conservatório Nacional (atual Escola Superior de Teatro e Cinema), que frequentava há dois anos — Joaquim de Almeida deixou Portugal para continuar os seus estudos na Áustria. Para se sustentar neste país trabalhou como jardineiro na Embaixada do Zaire em Viena. Quem lhe arranjou este emprego foi o maestro António Victorino D'Almeida, que tinha então como companheira uma funcionária dessa embaixada. O próprio Joaquim de Almeida começaria a namorar com a secretária do embaixador, Andrea Nemetz, que se tornaria depois sua mulher. 
Em 1976, Andrea Nemetz obtém uma bolsa para estudar piano nos EUA e o casal deixa a Áustria rumo aos Estados Unidos, nesse mesmo ano. 
No ano seguinte, em 1977, Joaquim de Almeida concorre e é admitido no prestigiado Lee Strasberg Theatre and Film Institute, uma escola frequentada por atores como Robert De Niro, Al Pacino.
Para pagar esses estudos trabalha num bar, do qual haveria de ser gerente, o La Gamelle. Na descrição do ator, esse era um espaço frequentado por mafiosos de Nova Iorque, numa época anterior à gestão de Rudolph Giuliani, quando a máfia italiana ainda controlava a cidade. E afirma que esse foi uma espécie de ensaio antropológico que depois lhe serviu para desempenhar vários papéis de mau da fita.
De facto, depois de achar que daria um bom ator de comédia, Joaquim de Almeida ficaria definitivamente com o rótulo de vilão após participar em filmes como Desperado, de Robert Rodriguez. Mas a sua carreira no cinema não começa aí. Começa em The Soldier, rodado em 1982, a que se segue o primeiro papel importante, com o filme rodado em 1983, en:The Honorary Consul (film), no qual contracena com Michael Caine, Richard Gere e Bob Hoskins. en: Good Morning, Babylon, um filme dirigido pelos Irmãos Taviani e que abriu o Festival de Cannes de 1987, tem um grande impacto na sua carreira. 
Fluente em seis línguas, continuou a sua carreira atuando em diversos países, como Portugal, Inglaterra, Espanha, França, Itália, Brasil, Argentina e Alemanha, trabalhando em vários filmes. No ano seguinte, apareceu em filmes conhecidos como Clear and Present Danger com Harrison Ford e Willem Dafoe, Only You com Marisa Tomei e Robert Downey Jr., Desperado com Antonio Banderas e Salma Hayek e Behind Enemy Lines com Owen Wilson e Gene Hackman. Também desempenhou o premiado papel do sexy Michael, num filme independente La Cucina (filme). Em 2008 fez de Presidente René Barrientos em Che - Guerrilha, de Steven Soderbergh, onde contracena com Benicio del Toro, que desempenha o papel de Che Guevara, e em 2011 participou em Velocidade Furiosa 5: Assalto no Rio (Velozes & Furiosos 5 - Operação Rio, no Brasil), no papel de Hernan Reyes.
Apesar da sua naturalização como norte-americano, a 28 de Outubro de 2005, Joaquim de Almeida manteve sempre uma presença regular no cinema português. Entre elas o filme de Maria de Medeiros Capitães de Abril, Um Tiro no Escuro, Os Imortais (ao lado de Emmanuelle Seigner), Call Girl e Contraluz, de 2010, um filme de Fernando Fragata, que foi o primeiro realizado por um português em Hollywood. Ganhou três Globos de Ouro (Portugal), de Melhor Ator em Tentação, Adão e Eva e O Xangô de Baker Street .
Trabalhou também em televisão, tendo-se iniciado com um papel em Miami Vice, onde fez de Roberto 'Nico' Arroyo no 9º episódio - "Bought and paid for" ("Comprado a pronto", em Portugal) -, da 2ª temporada. Posteriormente participou sobretudo em 24, onde fez de Ramon Salazar, em Crusoe, onde representou Santos Santana e teve uma pequena aparição em CSI: Miami. Fez ainda de Gabriel Porchetto, no episódio "My Bloody Valentine" da série O Mentalista (12º episódio, da 4ª temporada) e de Antoine Lussier (chefe da inteligência francesa), no 2º episódio da série Missing, de 2012, onde estrela Ashley Judd.
Também é muito solicitado para locução, devido à sua voz inconfundível, fazendo de vilão Bane no desenho animado Batman, em 2004, no videojogo Saints Row e no filme The Chronicles of Riddick: Escape from Butcher Bay. Trabalhou em várias produções de William Shakespeare, tais como Blood Wedding (jogo). Participou, ainda, no thriller Christopher Roth, dirigido por Max Sender.

## Condecorações
A 10 de Junho de 1992 foi feito Cavaleiro da Ordem do Infante D. Henrique. 

## Filmografia

### Televisão
- 2020 - Warrior Nun - Cardinal Duretti

- 2018 - Elementary - Cal Medina
- 2017 - Training Day - Menjivar
- 2016 - Queen of the South - Epifânio Vargas
- 2015 - Mix - Ray
- 2015 - Santa Bárbara - Marcelo Vidal (participação especial)[8]
- 2014 - Revolution - Luis Nunez
- 2013 - Once Upon A Time - King Xavier
- 2013 - Bones - inspetor Raphael Valenza
- 2012/2013 - Vermelho Brasil - João da Silva
- 2012 - Revenge - Salvador Grobet
- 2012 - Missing - Antoine Lussier
- 2012 - Archer - Román Calzado (Voz)
- 2012 - The Mentalist - Gabriel Porchetto
- 2011 - Fast Five - Hernan Reyes
- 2011 - The Glades - Alvaro Saldivar
- 2011 - Rosa Fogo - Horácio Gomes
- 2010 - Parenthood - Matthew Biscali
- 2010 - República - Henrique
- 2010 - Vuelo IL8714 - Hunter
- 2008/2009 - Crusoe - Santos Santana
- 2007 - CSI: Miami - Joseph Trevi
- 2005 - Wanted - Capitão Manuel Valenza
- 2005 - Have No Fear: The Life of Pope John Paul II - Arcebispo Oscar Romero
- 2004 - The Batman (Série Animada) - Bane (voz)
- 2004 - The West Wing - Carlos Carrio
- 2003/2004 - 24 (3ª temporada) - Ramon Salazar
- 2003 - Kingpin - traficante colombiano de cocaína
- 2000 - Falcone - Caesar Nicoletti
- 1999-  Camino de Santiago - Gonzalo Leyva
- 1999- Vendetta - Joseph Macheca
- 1998 - Dollar for the Dead - Friar Ramon
- 1998 - La Femme Nikita - Joaquim Armel
- 1997 - L'enfant du Bout du Monde - Miguel Carmina
- 1997 - Fatima - Avelino de Almeida
- 1996/1997 - Nostromo - Col. Sotillo
- 1996 - Dead Man's Walk - Major Laroche
- 1992 - Aqui D'El Rei! - Manuel
- 1985 - Miami Vice - Roberto 'Nico' Arroyo

Fez também dobragem no filme "Kung Fu Panda" como Tai Lung.

### Cinema
- 2023 - Fast X - Hernan Reyes
- 2017 - Downsizing - Director Dr. Pereira
- 2017 - The Hitman's Bodyguard - Jean Foucher
- 2015 - Diablo - Arturo
- 2015 - A Date with Miss Fortune - José
- 2015 - O Duelo - Capitão Vasco
- 2015 - Three Holes, Two Brads, and a Smoking Gun - Joey
- 2015 - Our Brand Is Crisis - Pedro Gallo
- 2014 - Una Vida: A Fable of Music and the Mind - Dr. Alvaro Cruz
- 2014 - Atlas Shrugged: Part III - Francisco d'Anconia
- 2013 - Tres 60 - Alberto Ibarguren
- 2013 - A Gaiola Dourada - José Ribeiro, Marido de Maria, o chefe de obra/pedreiro
- 2013 - Robosapien: Rebooted, de Sean McNamara - Esperenza
- 2011 - Fast Five -  Hernan Reyes
- 2011 - Mamitas - Professor Alexander Viera
- 2010 - Contraluz - Jay
- 2010 - Christopher Roth - Christopher Roth
- 2008 - The Burning Plain , de Guillermo Arriaga - Nick Martinez
- 2008 - Holy Money, de Maxime Alexandre - Mangini
- 2008 - La Conjura de El Escorial, de Antonio del Real -Escobedo
- 2008 - Che - Guerrilha, de Steven Soderbergh - Presidente René Barrientos
- 2008 - Óscar. Una Pasión Surrealista , de Lucas Fernández - Oscar Domínguez
- 2007 - La Cucina , de Allison R. Hebble e Zed Starkovich - Michael
- 2007 - The Lovebirds, de Bruno de Almeida - Marco Correia
- 2007 - El Corazon de La Tierra, de Antonio Cuadri - Baxter
- 2007 - Call Girl, de António Pedro Vasconcelos - Mouros
- 2007 - The Death and Life of Bobby Z, de John Herzfeld e Paul Walker - Don Huertero
- 2006 - Moscow Zero, de María Lidón - Yuri
- 2006 - Saints Row (videojogo), de Douglas Carrigan e Zach Hanks
- 2006 - 53 Días de Invierno, de Judith Colell - Hugo
- 2006 - The Celestine Prophecy, de Armand Mastroianni - Padre Sanchez
- 2005 - Um Tiro no Escuro, de Leonel Vieira - Rafael
- 2005 - Thanks to Gravity, de Rafael Escolar - Max
- 2005 - Blue Sombrero, de Douglas Freel - El President
- 2004 - Yo Puta, de María Lidón - Pierre
- 2003 - Il Fuggiasco, de Andrea Manni - Lolo
- 2003 - Os Imortais, de António Pedro Vasconcelos - Roberto Alua
- 2002 - Entre Chiens et Loups, de Alexandre Arcady - Radman / Constantin
- 2002 - Sueurs, de Louis-Pascal Couvelaire - Noh
- 2002 - Survival Island, de David Hillenbrand e Scott Hillenbrand - Narrador
- 2001 - O Xangô de Baker Street, de Miguel Faria Jr. - Sherlock Holmes
- 2001 - Behind Enemy Lines, de John Moore - Piquet
- 2001 - Stranded, de María Lidón - Fidel Rodrigo
- 2001 - La Voz de Su Amo, de Emilio Martínez Lázaro - Oliveira
- 2000 - Água e Sal, de Teresa Villaverde - Marido
- 2000 - Capitães de Abril, de Maria de Medeiros - Gervásio
- 1999 - No Vacancy, de Marius Balchunas - Reynaldo
- 1999 - Inferno, de Joaquim Leitão - Xana
- 1999 - One Man's Hero, de Lance Hool - Cortina
- 1998 - On the Run, de Bruno de Almeida - Ignácio
- 1998 - La Cucaracha, de Jack Perez - José Guerra
- 1997 - Corazón Loco, de Antonio del Real - Emilio
- 1997 - Tentação, de Joaquim Leitão - Padre António
- 1997 - Elles, de Luís Galvão Telles - Gigi
- 1997 - Nous Sommes Tous Encore Ici, de Anne-Marie Miéville
- 1996 - Afirma Pereira, de Roberto Faenza - Manuel
- 1995 - Desperado, de Robert Rodriguez - Bucho
- 1995 - Adão e Eva, de Joaquim Leitão - Francisco
- 1994 - Only You, de Norman Jewison - Giovanni
- 1994 - Clear and Present Danger, de Phillip Noyce - Col. Felix Cortez
- 1994 - Uma Vida Normal, de Joaquim Leitão - Miguel
- 1993 - El Baile de Las Ánimas, de Pedro Carvajal - Antonio
- 1993 - Amok, de Joël Farges - o amante
- 1993 - Sombras en Una Batalla, de Mario Camus - José
- 1992 - Una Estación de Paso, de Gracia Querejeta - Miguel
- 1992 - El Maestro de Esgrima, de Pedro Olea - Ayala
- 1992 - Terra Fria, de António Campos - Leonardo
- 1991 - Amor e Dedinhos de Pé, de Luís Filipe Rocha - Francisco Frontaria
- 1991 - El Día Que Nací Yo, de Pedro Olea - Pelayo Menéndez
- 1991 - Retrato de Família, de Luís Galvão Teles - Miguel Montenegro
- 1991 - El Rey Pasmado, de Imanol Uribe - Almeida
- 1991 - A Idade Maior, de Teresa Villaverde - Pedro
- 1990 - Segno di Fuoco, de Nino Bizzarri - Luis Barreto
- 1990 - A Ilha, de Joaquim Leitão - Andrea
- 1990 - Sandino, de Miguel Littin - Augusto César Sandino
- 1989 - Disamistade, de Gianfranco Cabiddu - Sebastiano Catte
- 1989 - Love Dream, de Charles Finch
- 1989 - Les Deux Fragonard, de Philippe Le Guay - Honoré Fragonard
- 1988 - Terre Saccrée, de Emilio Pacull - Mateo
- 1987 - Good Morning, Babilonia, de Paolo e Vittorio Taviani - Andrea Bonnano
- 1987 - The Sun and the Moon, de Kevin Conway
- 1987 - Milan noir, de Ronald Chammah - Tremaine
- 1987 - Repórter X, de José Nascimento - Reinaldo Ferreira
- 1983 - The Honorary Consul, de John Mackenzie - Leon
- 1982 - The Soldier, de James Glickenhaus
- 1979 - Un Uomo Americano, de Nino Marino - Miguel Montero

## Família
Filho de João Baptista de Almeida e de sua mulher Maria Sara Alves Portugal (Belmonte, Inguias, Carvalhal Formoso, 1921 - 22 de Março de 2007), ambos licenciados em Farmácia e Diretores Técnicos da J.A.B.A. Laboratórios, neto paterno de José António Baptista de Almeida (Lagos, 1887 - Lisboa, 1950), também farmacêutico, diplomado pela Escola de Farmácia de Lisboa em 1909 e Fundador dos Laboratórios J.A.B.A., e neto materno de António Simão Portugal e de sua mulher Cândida Alves Leitão. Tem sete irmãos e irmãs: Isabel Maria, Ana Maria, Maria Margarida, Maria Sara, Jorge André Baptista de Almeida, João e José António.
Casou primeira vez na Áustria em 1976 com a pianista clássica húngara Andrea Nemetz, de quem se divorciou, sem geração.
Casou segunda vez em Nova Iorque, Condado de Nova Iorque, Nova Iorque, em 1979 com a bailarina americana Anne Rogoshan, de quem se divorciou, sem geração.
Casou terceira vez em 1992 com a designer portuguesa Maria Cecília Gonçalves, de quem se divorciou, e tem um filho: 
- Lourenço Gonçalves Baptista de Almeida (25 de janeiro de 1993 (32 anos))

De Maria do Carmo Gaivão de Tavares Risques Pereira, prima em 3.º grau de Pedro Miguel de Santana Lopes e meia-sobrinha-5.ª-neta do 2.º Barão de Brissos, com quem viveu, tem uma filha: 
- Ana de Tavares Risques Baptista de Almeida (29 de agosto de 2002 (22 anos))